# 青岛水族馆
36°03′20.7″N 120°19′46.2″E / 36.055750°N 120.329500°E
青岛水族馆，也称青岛海产博物馆、青岛海洋科技馆，位于中国山东省青岛市市南区莱阳路4号，海滨公园（今鲁迅公园）内，主入口面对汇泉湾，是一所创办于1930年代的水族馆。

## 历史
青岛水族馆的筹建始于1930年，其倡导和筹建者包括蒋丙然、李石曾、宋春舫、蔡元培等。该馆早期建筑由青岛观象台海洋科设计，鸿记义合工场营造，1931年1月动工，1932年2月落成，同年5月8日正式开馆，第一任馆长为青岛观象台台长蒋丙然。建成时的青岛水族馆为中国第一座水族馆，也是当时亚洲最大的水族馆。
1995年，青岛水族馆发起、成立中国自然科学博物馆协会水族馆专业委员会。
2003年7月16日，它和生物标本馆等组成青岛海底世界。
水族馆早期建筑于2006年被列入山东省文物保护单位。

## 建筑特色
水族馆建筑吸收了中国古代城门的造型，东西长31（102英尺），南北宽15.6（51英尺），高3层，砖石木结构。由于位于海滩岩石之上，与周围的红色礁石相协调，建筑亦采用了红色粗花岗石砌筑外墙，城墙垛上方设二层的歇山顶城楼，以青绛紫色琉璃瓦装饰，面向汇泉湾。这种仿中国古典建筑的设计手法在后期建成的青岛海滨生物研究所上被同样采用。
根据最初的设计，水族馆展厅内四周为回廊，回廊东西两侧为沿墙而筑的室内养鱼池，东侧八格，西侧十格，每格镶嵌两块厚玻璃板，其内注满海水，放养鱼类。展厅中央为一内院，设有三座圆形水池。阁楼内设置方柜以陈列标本。

## 展品及内景
- 青岛海底世界
- 抹香鲸骨架
- 企鹅标本
- 砗磲贝壳
- 仿石蟹标本
- 澳大利亚龙虾

## 建筑相关图片
- 水族馆平面设计图
- 建成后的水族馆，南侧
- 水族馆建成后即成为青岛新的地标性景观
- 内庭院
- 五十年代的青岛海产博物馆全景
- 2007年的水族馆